# Modula-2
Modula-2，是一种通用的结构化过程式编程语言，由尼克劳斯·维尔特在1978年至1985年间于苏黎世联邦理工学院开发。它具有充分的灵活性用于系统编程，和更加广阔应用领域。特别是，它被设计为以一种直接的方式支持分离编译和数据抽象。它的很多语法基于了维尔特早先的周知语言Pascal。

## 历史
在1976年至1977年年間，维尔特在Xerox Palo Alto研究中心，與一群設計Alto電腦的工作夥伴一同工作。1978年，维尔特在瑞士聯邦理工學院資訊研究所，根據其早期對Pascal程式語言、Modula模組程式語言、及Alto電腦的經驗，定義了Modula-2語言，他還開始了一個Lilith個人電腦計畫。
Modula-2語言本身與Lilith結構之設計，都以優雅及簡單為原則，是以Modula-2為Lilith的系統程式語言，而不需用到組譯器，並且以Lilith為Modula-2的組織架構。為此，Modula-2語言不僅要適用於編寫高階的應用程式，也要應適用於編寫低階的與機器相關的編碼程式，用於裝置的操控與儲存體的配置。
Modula-2提供了一些標準程式庫模組，如異常處置、字串處理、輸入/輸出及並行程式設計等，通過重複使用它們來降低語言本身的複雜度。在Lilith計畫從1978年到1988年的整個生命期中，作業系統、繪圖套裝軟體、資料庫系統、網路協議、檔案伺服器，及許多其他系統和應用模組，都是藉著Modula-2發展出來的。

## 描述
Modula-2被设计为显著的类似于Pascal，移除了一些元素和语法歧义，增补了“模块”这个重要概念，并且对多道程序有直接的语言支持。维尔特将Modula-2看作他早期的编程语言Pascal和Modula的后继者。主要的概念是：
1. 模块是分离编译的编译单元。
2. 协程是并发处理的基本建造块。
3. 类型和过程允许访问特定于机器的数据。

Modula-2提供了（有限的）单处理器并发（监视器、协程和显式控制转移）和硬件访问（绝对地址、位操纵和中断）。它使用了名称类型系统。Modula-2语言允许使用一趟编译器。Gutknecht和维尔特的这种编译器大致上比早前的多趟编译器要快上四倍。
Modula-2有两种主要方言：PIM和ISO/IEC 10514-1:1996，PIM得名于Niklaus Wirth的著作《Programming in Modula-2》，这本书一共有四个版本，成为方言的是PIM2（1983年）、PIM3（1985年）和PIM4（1988年）。

## 例子代码
下面是"Hello world"程序的Modula-2源代码例子：
```
MODULE
 
Hello
;

  
FROM
 
STextIO
 
IMPORT
 
WriteString
;

BEGIN

  
WriteString
(
"Hello World!"
);

END
 
Hello
.

```

## 语言元素

### 保留字
PIM版本2、3、4定义了40个保留字：
```
AND         ELSIF           LOOP       REPEAT
ARRAY       END             MOD        RETURN
BEGIN       EXIT            MODULE     SET
BY          EXPORT          NOT        THEN
CASE        FOR             OF         TO
CONST       FROM            OR         TYPE
DEFINITION  IF              POINTER    UNTIL
DIV         IMPLEMENTATION  PROCEDURE  VAR
DO          IMPORT          QUALIFIED  WHILE
ELSE        IN              RECORD     WITH

```

### 内建标识符
PIM版本3、4定义了29个内建标识符：
```
ABS         EXCL            LONGINT    REAL
BITSET      FALSE           LONGREAL   SIZE
BOOLEAN     FLOAT           MAX        TRUE
CAP         HALT            MIN        TRUNC
CARDINAL    HIGH            NIL        VAL
CHAR        INC             ODD
CHR         INCL            ORD
DEC         INTEGER         PROC

```

## 模块
Modula-2的模块（module），可以用来封装一组有关的子程序和数据结构，并限制它们对程序其他部份的可见性。模块设计以清晰的方式，实现了Modula-2的数据抽象特征。语言有严格的作用域控制。模块的作用域，可以被当作是不可逾越的墙：除了标准标识符之外，来自外部的对象在模块内是不可见的，除非显式的导入它；内部的模块对象在外部是不可见的，除非显式的导出它。
Modula-2程序是由模块组成，其中“程序模块”包含一个Modula-2程序的主程序。所有Modula-2程序，必须有定义了执行开始之处的一个主程序。在一个单一的程序中，不能有链接在一起的两个程序模块。“局部模块”是在其他模块内声明的模块。程序模块和局部模块的起始关键字，就是单独的MODULE。

### 定义模块与实现模块
除了程序模块之外的“全局模块”，都构成自两个部份：作为接口部份的“定义模块”，它只包含“导出”（对其他模块可见）的那部份子系统，和同名的“实现模块”，它包含模块内部的工作代码：
```
DEFINITION
 
MODULE
 
GM
;

  
...

  

IMPLEMENTATION
 
MODULE
 
GM
;

  
...

```

定义模块中可以包含不透明类型声明，它有如下形式：
```
TYPE
 
name
;

```

它对应的实际类型，对于这个模块的用户是不可见的。这个类型名字，可以用在定义模块内的其他声明之中。对于在定义模块中声明的任何不透明类型，在对应的实现模块中，必须包含它的完全类型声明。完全类型声明，必须定义一个指针类型。

### 导出
假定局部模块M1导出对象a、b、c和P，可将它们的标识符列举于显式EXPORT导出列表之中：
```
MODULE
 
M1
;

  
EXPORT
 
a
,
 
b
,
 
c
,
 
P
;

  
...

```

如果加上了可选的关键字QUALIFIED，它们以一种有限制的方式给导出至外部，必须将导出的这个模块名字用作限定符，并跟随着对象的名字。这里的来自模块M1的对象a、b、c和P，在模块M1外部就叫做M1.a、M1.b、M1.c和M1.P。
PIM2在定义模块中要求显式的EXPORT子句；PIM3从定义模块中删除了EXPORT子句，因为发现了它是多余的。

### 导入
假定模块M2包含下列IMPORT声明：
```
MODULE
 
M2
;

  
IMPORT
 
M1
;

  
...

```

然后这意味着模块M1导出至它所包围的程序的外部的对象，现在可以用在模块M2内部。它们以一种限定方式来引用，也就是M1.a、M1.b、M1.c和M1.P。例如：
```
  
...

  
M1
.
a
 
:=
 
0
;

  
M1
.
c
 
:=
 
M1
.
P
(
M1
.
a
 
+
 
M1
.
b
);

  
...

```

限定导出避免了名字冲突：例如，如果另一个模块M3也导出了一个对象叫做P，那么我们仍可以区分这两个对象，因为M1.P不同于M3.P。凭借限定导出，两个对象在它们的导出模块M1和M3中都叫做P是不碍事的。
存在一种可作为替代的方式，它在Modula-2编程者中广泛采用。假定模块M3是公式化为如下：
```
MODULE
 
M3
;

  
FROM
 
M1
 
IMPORT
 
a
,
 
b
,
 
c
,
 
P
;

```

然后这意味着模块M1导出至外部的对象，可以用在模块M3内部，但可以用无限定方式来引用导出的标识符，也就是a、b、c和P。例如：
```
  
...

  
a
 
:=
 
0
;

  
c
 
:=
 
P
(
a
 
+
 
b
);

  
...

```

这种无限定导入的方法，允许在其导出模块之外，以同在它们的导出模块之内一样简单的方式，来使用这些变量和其他对象。对于所有这些已经被显式允许的对象，包围所有模块的墙变得与它们无关了。当然无限定导入只在没有名字冲突时是可用的。
这些导出和导入规则，看起来可能是没有必要的限制和冗余的。但是它们不只是守卫对象免于不希望的访问，而且还有一个让人愉悦的副作用，提供了在程序中定义的所有标识符的自动交叉引用：如果标识符被一个模块名字所限定，那么它的定义位于那个模块。否则如果它是无限定的出现的，简单的回溯查找，将会要么遇到这个标识符的声明，要么遇到它出现在一个IMPORT语句中，指出了它所来自的模块的名字。这个性质在尝试理解包含很多模块的大型程序时是非常有用的。

## 引用
1. ↑  Wirth, Niklaus. . Broy, Manfred; Denert, Ernst  (编). . Berlin, Heidelberg: Springer-Verlag. 2002: 108–120. ISBN 978-3-642-59412-0. doi:10.1007/978-3-642-59412-0.
2. ↑  Wirth, Niklaus. . Dr. Dobb's Journal (Informa PLC). 18 February 2005  [2021-06-15]. （原始内容存档于2021-04-10）.
3. ↑  Wirth, Niklaus.  (PDF). CFB Software. 1 May 1984  [28 January 2019]. （原始内容 (PDF)存档于2021-01-24）.
4. ↑  Wirth, Niklaus.  4th. Berlin, Heidelberg: Springer. 1988. ISBN 978-3-642-83565-0. doi:10.1007/978-3-642-83565-0. Page 4.

## 图书
- Wirth, Niklaus.  4th. Berlin Heidelberg: Springer-Verlag. 1988  [2021-06-14]. ISBN 978-0-387-96051-7. doi:10.1007/978-3-642-83565-0. （原始内容存档于2021-06-05）.
- King, K. N. . Burlington, Massachusetts: Jones and Bartlett Publishers. 1 January 1988  [2021-06-14]. ISBN 978-0669110913. （原始内容存档于2020-02-19）.
- Sutcliffe, Richard J. . Arjay Books. 2004–2005  [2021-06-14]. ISBN 978-0-669-11091-3. （原始内容存档于2021-01-26）. Uses ISO-standard Modula-2.
- Gleaves, Richard. . Springer Books on Professional Computing 1st. Switzerland: Springer Nature. 1984  [2021-06-14]. ISBN 978-0-387-96051-7. doi:10.1007/978-1-4613-8531-8. （原始内容存档于2021-06-14）.
- Cooper, Doug. . New York City, New York: W. W. Norton & Company. 1 September 1990. ISBN 978-0393960099.

## 外部連結
- 官方网站

本條目部分或全部内容出自以GFDL授權發佈的《自由線上電腦詞典》（FOLDOC）。